# Eragrostis aristiglumis
Eragrostis aristiglumis là một loài thực vật có hoa trong họ Hòa thảo. Loài này được Kabuye mô tả khoa học đầu tiên năm 1971.